# Archives suisses de neurologie et de psychiatrie
Les Archives suisses de neurologie et de psychiatrie, appelée en allemand Schweizer Archiv für Neurologie und Psychiatrie, est une revue scientifique à comité de lecture spécialisée dans les domaines de neurologie et de psychiatrie.
Les directeurs de publication sont Andreas J. Steck, Claudio L. Bassetti, Joachim Küchenhoff et Jacques Besson.

## Histoire
Elle a été créée comme publication officielle de la société suisse de neurochirurgie et de l'association suisse des psychiatres en 1917 par Constantin von Monakov, rejoint ensuite par 
Paul Dubois, R. Weber, B. Manzoni et H. W. Maier.